# همیشه‌بهار کوهی

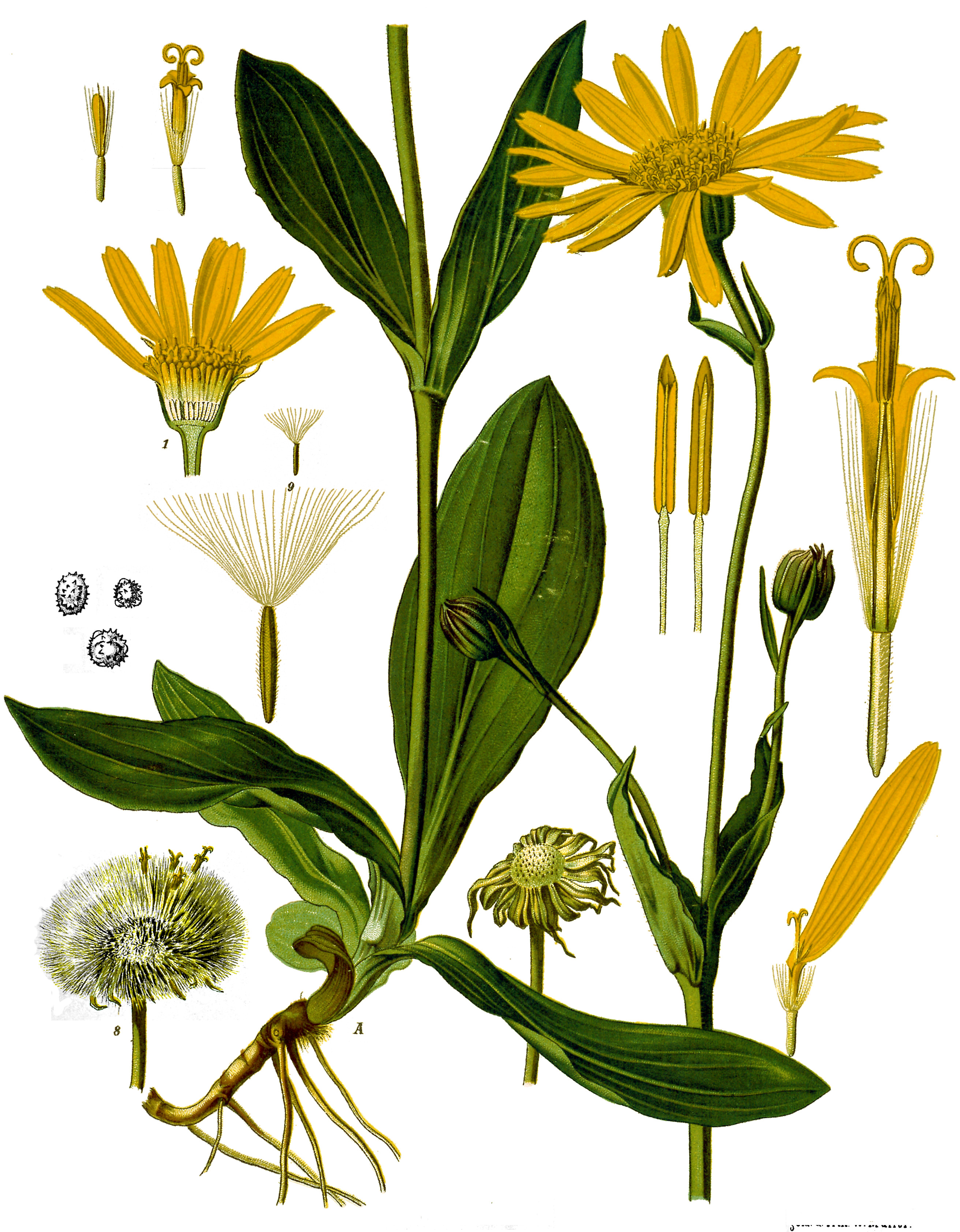
همیشه‌بهار کوهی

همیشه‌بهار کوهی (نام علمی: Arnica) (به عربی: خانق الفهد) نام یک سرده (یا جنس) گیاهی گلدار و از  تیره کاسنیان است.

## ریشه‌شناسی نام
نام «آرنیکا» به شکل علمی و رسمی آن در سال ۱۷۵۳ میلادی در نوشتارهای علمی به زبان لاتین نوین ثبت شد. لاتین نوین زبانی بود که دانشمندان، به‌ویژه گیاه‌شناسان، در قرون اخیر برای نام‌گذاری و توصیف علمی گونه‌ها از آن استفاده می‌کردند. با وجود ثبت رسمی، منشأ و ریشهٔ اصلی خودِ کلمهٔ «آرنیکا» نامشخص است و کسی به‌طور قطعی نمی‌داند این نام از کجا آمده است. در این مورد، دو حدس و گمان وجود دارد:
- 1. نظریهٔ ریشهٔ عربی: محققی به نام کلاین (Klein) این احتمال را مطرح کرده که ممکن است ریشهٔ نهایی این واژه به زبان عربی بازگردد و از کلمهٔ «اَرنَبیَه» (Arnabiyah) گرفته شده باشد. گفته می‌شود «ارنبیه» نامی بوده که در گذشته در زبان عربی به نوعی گیاه خاص (احتمالاً متفاوت از آرنیکای امروزی) اطلاق می‌شده است.
  2. نظریهٔ تغییریافتگی: «فرهنگ لغت قرن» (Century Dictionary)، که یک فرهنگ لغت معتبر انگلیسی است، دیدگاه دیگری را پیشنهاد می‌دهد. طبق این نظر، ممکن است «آرنیکا» شکل تغییریافته، تحریف‌شده یا حتی اشتباه نوشتاری کلمهٔ «پِتارمیکا» (Ptarmica) باشد. پتارمیکا نیز نام یک سردهٔ گیاهی دیگر است (که امروزه اغلب گونه‌های آن در سردهٔ بومادران یا Achillea طبقه‌بندی می‌شوند).

## خواص دارویی
امروزه از برگ های کرکی و و نرم  این گل که از خانواده گل آفتابگردان است در داروهای بسیاری استفاده می‌شود و معروف‌ترین آن، پماد آرنیکا است که جهت درمان کبودی‌های سطح پوست، در سراسر دنیا استفاده می‌شود و چون برگ های گل ارنیکا شبیه به گیاه تنباکو هستند، گاهی به آن تنباکو ی کوهی می گویند.